# Pentapleura
Pentapleura  é um gênero botânico da família Lamiaceae.

## Espécie
Pentapleura subulifera

## Nome e referências
Pentapleura  Hand.-Mazz.